# Head & Shoulders
Head & Shoulders (H&S; произн. „Хед енд Шолдърс“) е американски бранд, специализиран в шампоани против пърхот.
Изследователите на Procter & Gamble започват да правят нов шампоан против пърхот през 1950 г. Минават почти десетилетие на изследвания, преди да направят нова формула, която въвежда пироктоноламин в шампоана. Head & Shoulders е представен за първи път на пазара в САЩ през ноември 1961 г.
Активни съставки са противогъбичните агенти селенов дисулфид и пироктоноламин (Piroctone olamine).
През 2000-те години продажбите намаляват вследствие на прекаленото разпростиране на бранда върху твърде голям брой разновидности – продават се над 30 вида Head & Shoulders. Брандът започва да привлича знаменитости за рекламни кампании. Сред тях са мексиканската певица Талия, британският състезател от Формула-1 Дженсън Бътън, аржентинският футболист Лионел Меси и индийският актьор Ранвир Синх.